# Латиница
Латинична абецеда, такође позната и као римска абецеда, јесте најкориштенији алфабетски систем на свету. Она је систем писања који је оригинално кориштен у античком Риму за писање у латинском језику. Латински алфабет је еволуирао из визуелно сличне куманске грчке верзије грчког писма, која је сама проистекла из феничанског абџада,, који је изведен из египатских хијероглифа. Етрурци који су владали раним Римом су прихватили кумански грчки алфабет, који је био модификован током времена и постао етрурски алфабет. Taj алфабет су затим прихватили и даље модификовали Римљани, чиме је формиран латински алфабет.
Током средњег века латински алфабет је кориштен (понекад са модификацијама) за писање у романским језицима, директним наследницима латинског, као и у келтским, германским, балтичким, и неким словенским језицима. У добу колонијализма и хришћанског евангелизма, латинско писмо се проширило изван Европе, и почело је да се користи за писање у домородачким америчким, аустралијским, аустронежанским, аустроазијским, и афричким језицима. У новије време, лингвисти исто тако имају тенденцију да преферентно користе латинско писмо или међународну фонетску абецеду (која је сама у знатној мери базирана на латинском писму) за транскрибовање или креирање писаних стандарда за неевропске језике, као што је афрички референтни алфабет. (која је сама у знатној мери базирана на латинском писму) за транскрибовање или креирање писаних стандарда за неевропске језике, као што је афрички референтни алфабет.
Термин латински алфабет се може односити на било алфабет који се користи за писање латинског, или на друге алфабете базиране на латинском писму, које је основни се слова заједничких за разне алфабете који су произашли из класичног латинског алфабета, као што је енглески алфабет. Та латинска писма могу да изоставе слова, попут ротокасове абецеде, или да додају слова, као што је случај са данским и норвешким алфабетима. Облици слова су еволуирали током векова, укључујучи развој у средњовековном латинском малих слова, која нису постојала у класичном периоду алфабета.

## Слова абецеде
Основна слова абецеде су онаква каква се користе у енглеском језику, и састоји се од следећих графема:
| Велика слова (лат. majuscules) |   |   |   |   |   |   |   |   |   |   |   |     |
| -{A                            | B | C | D | E | F | G | H | I | J | K | L | M   |
| N                              | O | P | Q | R | S | T | U | V | W | X | Y | Z}- |
| Мала слова (лат. minuscules)   |   |   |   |   |   |   |   |   |   |   |   |     |
| -{a                            | b | c | d | e | f | g | h | i | j | k | l | m   |
| n                              | o | p | q | r | s | t | u | v | w | x | y | z}- |

### Остала слова
Лигатуре Æ, Œ и симбол ß, када се користе у енглеском, француском и немачком, не убрајају се у посебна слова, већ су варијанте AE, OE и ss, редом. Слова са дијакритицима такође се не убрајају у посебна у овим језицима, што није случај са неким другим језицима који користе оваква слова. На пример, å, ä и ö су засебна слова у шведском језику.
Слова Þ þ, Ð ð, Æ æ и Ƿ ƿ нису више део абецеде енглеског језика, али су у прошлости то била.

## Еволуција
Види Алфабет: Историја и распростирање за историју писама који је довео до римског алфабета.
Сматра се да су Латини прихватили западну варијанту грчког алфабета у 7. веку п. н. е. из Куме, грчке колоније у јужној Италији. Етрурски алфабет се развио из алфабета Куме, а из њега су Латини преузели 21 од изворних 26 етрурских слова. Првобитна латинска абецеда је била:
| A | B | C | D | E | F | Z |
| H | I | K | L | M | N | O |
| P | Q | R | S | T | V | X |

- се користило за  и .
- се користило за  и .
- се користило за  и .

Касније је грчко зета (Ζ) избачено и на његово место је стављено ново слово G. Након освајања Грчке у 1. веку п. н. е., уврштена су и слова Y и Z и стављена на крај. Сада је абецеда садржала 23 слова. Све до средњег века нису додата слова J (за неслоготворно I) и U и W (да би се разликовали од V).
Абецеда коју су користили Римљани састојала се само од великих слова (на латинском majuscula, мн. majuscules). Мала слова (лат. minuscula, мн. minuscules) су се развила тек у средњем веку од курзивног писања, прво као унцијала, а затим и као потпуна мала слова. Стара римска слова су очувана у формалним записима и за истицање у писаним документима. Језици који користе латиницу, углавном користе велика слова за почетак реченица, пасуса и личних именица. Правила великих слова су се временом променила и различита су у многим језицима. Тако се, на пример, у немачком језику све именице пишу великим словом на било ком месту у реченици.

## Ширење латинице
Латиница се проширила из Италије заједно са латинским језиком у области око Средоземног мора ширењем Римског царства. Источни део Царства, укључујући Грчку, Малу Азију, Левант и Египат, наставио је да користи грчки језик као свакодневни, али латински је постао говорни језик у западном делу где су западноромански језици, то јест шпански, француски, каталонски, португалски и италијански језик еволуирали из латинског и прихватили латиницу. Она се затим проширила на германске народе северне Европе заједно са хришћанством, замењујући раније рунско писмо. Током средњег века, латиница је стигла и међу западно оријентисане словенске народе, и то Пољаке, Чехе, Хрвате, Словенце и Словаке, односно оне народе који су прихватили римски католицизам; источни словенски народи су задржали ћирилицу. Балтички народи, Литванци и Летонци, као и неиндоевропљани, Финци, Естонци и Мађари, прихватили су латиницу.
До касног 15. века, латиница је била ограничена на народе источне и средње Европе. Православни Словени источне и југоисточне Европе су користили ћирилицу, грчки алфабет се још користио у источном Средоземљу. Арапско писмо се ширило са исламом, како међу арапским тако и међу туричким и иранским народима. Остатак Азије је користио верзије браманског или кинеског писма.
Током протеклих пет векова, латиница се проширила на цео свет. Европском колонизацијом се проширила на Америке, Аустралију, делове Азије, Африке и Пацифика са шпанским, португалским, енглеским, француским и холандским језиком. У 18. веку, Румуни прихватају латиницу, јер су, иако романски народ, као претежно православна земља до тада користили ћирилицу. Вијетнам, под француском влашћу, прихвата латиницу за вијетнамски језик, који је до тада користио кинеске знакове. Латиница се користи и у многим аустронезијским језицима, укључујући тагалог и друге језике Филипина, као и званични малезијски и индонежански језик, који су до тада користили арапско, односно браманско писмо. 1928, као део Ататуркових реформи, Турска прихвата латиницу за свој језик уместо арапског писма. Већина несловенског и нехришћанског становништва Совјетског Савеза, Татари, Башкири, Азери, Казаци, Киргизи и други, користили су Униформно туричко писмо у 1930-тим. 1940-их је свим тим народима наметнута ћирилица, али се после колапса државе 1991, више туричких народа вратили латиници. 1970-их је Народна Република Кина увела латиницу за систем транскрипције мандаринског дијалекта кинеског језика, под именом пинјин, али је кинеско писмо и даље примарно.

## Употреба у разним језицима
Током историје, латиница је прилагођена новим језицима у којима се користила, који су имали фонеме којих нема у другим језицима, и тако су настала нова слова и дијакритике, нпр.:
- седија (cedilla) код ç (изворно мало z писано испод c) које је представљало глас ts (ц) у романским језицима, а данас s (с) пред ,  и
- хачек (háček) у словенским језицима који означава палатализацију основног слова, нпр. c→č.
- тилда у шпанском ñ и португалским самогласницима ã and õ (изворно мало n над словом) представљало је елизију претходног n, а данас се користи за назализацију основног слова и естонско õ.
- акутни акцент á é í ó ú у шпанском и другим језицима
- грав акцент à è ù ỳ француском, италијанском и другим језицима
- сиркумфлекс â ê î ô û у француском, румунском и другим језицима
- дијареза (умлаут) ä ë ï ö ü у немачком и другим језицима
- натписана тачка ė ż у пољском, летонском и другим језицима
- огонек ą ę į ų у пољском, летонском и другим језицима
- макрон ā ē ī ū у летонском и другим језицима
- двоструки акутни акцент ő ű у мађарском
- брев акцент ă ğу румунском, турском и другим језицима
- потписани зарез ş ţ у румунском (често се меша са седијом)

Видети 'Писма изведена из латинице' за детаљнији приказ.
W је састављено од два V или U и додато је у касном романском периоду да се представе гласови германских језика. Изворно U и J се нису разликовало од V и I. У староенглеском, додата су слова æ - ash, ð - eth и рунска слова þ - thorn и ƿ - wynn. Eth и thorn су касније замењена са th, a wynn са новим словом w. У савременом исландском још се користе ð и þ.
Посебна слова у немачком језику су прикази ранијих лигатурних облика (ae → ä, ue → ü и ſs → ß). Французи су додали циркумфлекс да би се обележили сугласници измењени елизијом који су се сретали у ранијим облицима (старофранцуски hostel → француски hôtel).
Западнословенски језици и већи део јужнословенских данас користи латиницу. Пољски језик има широк дијапазон дијакритика и диграфа који представљају различите фонетске вредности, као и графему ł која има фонетску вредност блиску гласу w. Чешки, словачки и хрватски језик и српска латиница користе хачек, односно квачицу, на словима č, š, ž (словачки на великим Ď, Ň, Ť и, мало измењено, на Ľ, а чешки још и на ě и ř). Осим овога, чешки и словачки означавају дуге самогласнике и полусамогласнике акутним акцентом (á é í ó ú ĺ ŕ), и користе дијарезу ä, сада већ изједначено са е, као и циркумфлекс на ô за дифтонг uo. У хрватском и у српској латиници, користи се đ, за палатализован глас d.
Афрички језик хауса користи три додатна сугласника ɓ ɗ ƙ, као варијанте гласова b, d и g.

## Редослед слова у другим језицима
Писма изведена из латинице имају различита правила редоследа слова:
- У француској и енглеској абецеди, знаци са дијарезама (ä, ë, ï, ö, ü, ÿ) се третирају као неакцентоване верзије. Ако се две речи разликују само по акценту, у француском предност има акцентована реч.
- У немачкој абецеди, слова са умлаутом (Ä, Ö, Ü) се третирају исто као основне верзије самогласника; ß се увек ређа као ss. Овако се добија редослед: Arg, Ärgerlich, Arm, Assistent, Aßlar, Assoziation. За телефонске именике и сличне спискове имена, умлаути се ређају као да су уместо њих комбинације ae, oe, ue. Ово даје следећи редослед: Udet, Übelacker, Uell, Ülle, Ueve, Üxküll, Uffenbach.
- У шведској абецеди, W се сматра варијантом V, а не посебним словом. Абецеда има и три додатна слова која се стављају на крај..., X, Y, Z, Å, Ä, Ö. Иста абецеда и правила се користе и за фински језик.
- Исти додатни самогласници постоје и у данској и норвешкој абецеди, али другачијим редоследом (..., X, Y, Z, Æ, Ø, Å). Такође, Aa се ређа као еквивалент Å. У данском се некада W сматрало варијантом V, али данас се сматра засебним словом.
- Фарска абецеда има додатна слова Æ и Ø. Поред њих, користи се и eth (Đ ð) који следи иза D. Пет од шест самогласника (A, I, O, U и Y) се могу писати и са акцентима и тада се сматрају посебним словима. Сугласници , Q, X, W и Z не постоје, те су првих пет слова A, Á, B, D и Ð, а последњих пет V, Y, Ý, Æ и Ø.
- Неки језици имају комплексна правила: на пример, шпански језик је до 1997. сматрао ch и ll посебним словима (што је давало редослед cinco, credo, chispa и lomo, luz, llama). Од тада је Шпанска краљевска академија (''Real Academia Española) променила редослед, па ll долази између lk и lm, а ch између cg и ci. Слово ñ (eñe) следи након .
- Велшки језик такође има комплексна правила за комбинације ch, dd, ff, ng, ll, ph и th које се сматрају посебним словима, и ређају се након слова које је прво у комбинацији, осим ng, које следи након g. Ово се додатно компликује ситуацијом када ове комбинације нису једно слово. Пример за ово је редослед lawr, lwcus, llong, llom, llongyfarch: последња реч је комбинација llon и gyfarch и за разлику од llong, не садржи слово ng.
- У холандском језику, комбинација Ĳ се ређала као Y (или некада као посебно слово...,Y, Ĳ, Z), али се данас ређа као два посебна слова (..., II, IJ, IK,...). Изузетак су презимена, за која важи старо правило, а у некима се и Ĳ пише са Y. Када реч почиње са овим словом, и I и J се пишу велика, нпр. град Ĳmuiden.
- Мађарски језик користи акцентоване самогласнике (á é í ó ú), умлауте (ö ü) и дуге умлауте, који се пишу као двоструки акутни акценат (ő ű). Акценти су игнорисани у ређању, а дуги умлаути се третирају као и обични умлаути.
- У исландском, на крају се додаје þ, а ð следи након .
- У пољском, посебна слова се ређају након својих оригинала: A, Ą, B, C, Ć, D, E, Ę, ..., L, Ł, M, N, Ń, O, Ó, P, ..., S, Ś, T, ..., Z, Ź, Ż.
- У чешком и словачком, акцентовани самогласници имају секундарну вредност, а према другим словима се ређају након својих неакцентованих парњака (A-Á, E-É-Ě, I-Í, O-Ó, U-Ú-Ů, Y-Ý), (нпр. правилан редослед је baa, baá, báa, bab, báb, bac, bác, bač, báč). Акцентовани сугласници следе након неакцентованих парњака (осим Ď, Ň, Ť и Ľ који имају секундарну вредност). Ch је посебно слово и иде између h и i. У чешком језику ř следи након .
- У есперанту сугласници са акцентима (ĉ ĝ ĥ ĵ ŝ) и ŭ се сматрају посебним словима и ређају се посебно (c, ĉ, d, e, f, g, ĝ, h, ĥ, i, j, ĵ ... s, ŝ, t, u, ŭ, v, z).
- У румунском, посебна слова се ређају након оригиналних: A, Ă, Â, ..., I, Î, ..., S, Ş, T, Ţ, ..., Z.
- У татарском, постоји 9 додатних слова. Пет су самогласници, упарени са основним самогласницима као тврди-меки: a-ä, o-ö, u-ü, í-i, ı-e. Четири сугласника се ређају као ş= ç=, ñ=ng и ğ=.
- У хрватском абецеда слично као и у српском латиница, као и у сродним јужнословенским језицима, акцентована слова и диграфи се ређају након оригиналних, а у случају парова Č-Ć и DŽ-Đ, прво иде тврди па меки сугласник..., C, Č, Ć, D, DŽ, Đ, E, ..., L, LJ, M, N, NJ, O, ..., S, Š, T, ..., Z, Ž. Хрватско латинично писмо зове се абецеда по прва четири слова, а од српске латинице суштински се разликује по редоследу и важности гласова.